# Bob Ballance
Pour les articles homonymes, voir Ballance (homonymie).
Bob Ballance (né le 9 avril 1923 à Winnipeg, dans la province du Manitoba au Canada) est un joueur professionnel canadien de hockey sur glace.

## Carrière en club
En 1946, il commence sa carrière avec les Ironmen de Seattle dans la Pacific Coast Hockey League.

## Statistiques
| Saison    | Équipe                | Ligue |    | Saison régulière | Saison régulière | Saison régulière | Saison régulière | Saison régulière |   | Séries éliminatoires | Séries éliminatoires | Séries éliminatoires | Séries éliminatoires | Séries éliminatoires |
| Saison    | Équipe                | Ligue | PJ | B                | A                | Pts              | Pun              | PJ               | B | A                    | Pts                  | Pun                  |                      |                      |
| 1945-1946 | Volants de Hull       | LHSQ  | 39 | 20               | 15               | 35               | 4                | -                | - | -                    | -                    | -                    |                      |                      |
| 1946-1947 | Ironmen de Seattle    | PCHL  | 59 | 46               | 26               | 72               | 29               | -                | - | -                    | -                    | -                    |                      |                      |
| 1947-1948 | Canucks de Vancouver  | PCHL  | 59 | 31               | 23               | 54               | 30               | -                | - | -                    | -                    | -                    |                      |                      |
| 1948-1949 | Canucks de Vancouver  | PCHL  | 29 | 7                | 8                | 15               | 2                | 3                | 0 | 0                    | 0                    | 0                    |                      |                      |
| 1948-1949 | Stampeders de Calgary | WCSHL | -  | -                | -                | -                | -                | -                | - | -                    | -                    | -                    |                      |                      |
| 1949-1950 | Canucks de Vancouver  | PCHL  | 70 | 43               | 43               | 86               | 28               | 12               | 4 | 5                    | 9                    | 0                    |                      |                      |
| 1950-1951 | Canucks de Vancouver  | PCHL  | 68 | 26               | 26               | 52               | 6                | -                | - | -                    | -                    | -                    |                      |                      |
| 1951-1952 | Cougars de Victoria   | PCHL  | 31 | 7                | 7                | 14               | 6                | 7                | 0 | 0                    | 0                    | 0                    |                      |                      |
| 1953-1954 | Canadians de Vernon   | OSAHL | -  | -                | -                | -                | -                | -                | - | -                    | -                    | -                    |                      |                      |